# Абрамовка (Киевская область)
Абра́мовка (укр. Абра́мівка) — село, входит в Вышгородский район Киевской области Украины.
Население по переписи 2001 года составляло 214 человек. Почтовый индекс — 07314. Телефонный код — .

## История
- Лаврентий Похилевич в «Сказании о населённых местностях Киевской губернии» (1864 год) пишет:
  - «на правой стороне реки Здвижи в 7-ми верстах выше села Катюжанки. Принадлежит к Демидовскому имению г-на Синельникова. Жителей обоего пола с гутой, где живёт до 20 гутников, 242. Абрамовка принадлежавшая прежде к Дымерскому староству, в 1826 году приобретена посредством покупки от Иосифа Рогальского отцом настоящего владельца».
- Село принадлежало Василию Васильевичу Синельникову — капитану гвардии, дворянину (внесён в родословную книгу Киевской губернии), проживавшему в Бирюченском уезде с. Волоконовка Воронежской губернии в XVIII—XX вв. (в настоящее время — Белгородская область).
- В селе родился Герой Советского Союза Афанасий Лошаков.

## Местный совет
07314, Київська обл., Вишгородський р-н, с.Абрамівка, вул.Леніна,2  (укр.)

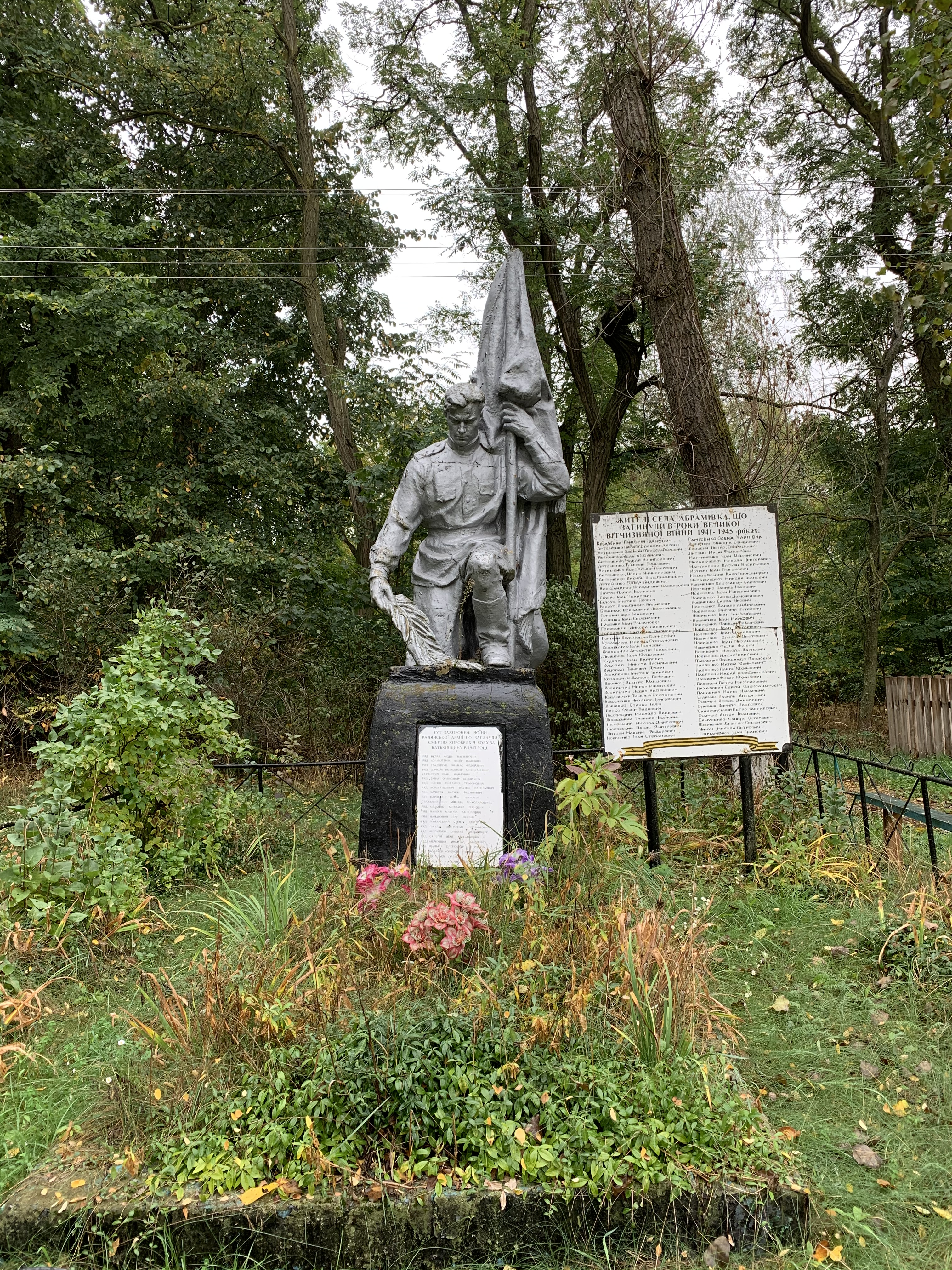
Братская могила 21 советского солдата